# بوليميكسين

كوليستين

بوليميكسين ب (R=H هو بوليميكسين ب1، R=CH_{3} is هو بوليميكسين ب2)

البوليميكسينات (بالإنجليزية: Polymyxins)‏ هي مضادات حيوية، ويستخدم البوليميكسين ب وهـ (المعروفان أيضا باسم كوليستين) في علاج العدوى البكتيرية سلبية الغرام، حيث يعمل البوليميكسين ب وهـ في الغالب عن طريق تفتيت غشاء الخلية البكتيرية، وهما جزء من فئة أوسع من جزيئات تسمى الببتيدات اللاريبوزومية.
ويتم إنتاج البوليمكسينات في الطبيعة بواسطة البكتيريا موجبة الجرام مثل العَصَوِيَّةُ المَخَّاطَة (Paenibacillus polymyxa).

## استخدامات طبية
تسبب المضادات الحيوية من البوليميكسينات سمية عصبية وسمية كلوية نسبيا؛ لذلك عادة ما تستخدم فقط كملاذ أخير إذا كانت المضادات الحيوية الحديثة غير فعالة أو هناك موانع لاستخدامها. والاستخدامات الاعتيادية للبوليميكسين هي العدوى التي تسببها سلالات الزائفة الزنجارية المقاومة للعديد من الأدوية أو البكتيريا المعوية المنتجة للكربابينيماز. ويكون للبوليميكسانات تأثير أقل على الكائنات الحية إيجابية الجرام، وفي بعض الأحيان يتم ضمها مع مواد أخرى (كما هو الحال مع تريميثوبريم/بوليميكسين) لتوسيع نطاق الطيف الفعال.
ولا يتم امتصاص بوليميكسين من القناة الهضمية؛ لذلك يتم إعطاءه عن طريق الفم فقط إذا كان الهدف هو تطهير الجهاز الهضمي. ويتم اختيار مسار آخر للإعطاء بهدف العلاج النظامي بالحقن (في الغالب عن طريق الوريد) أو عن طريق الاستنشاق، كما أنه يُستخدم خارجيا ككريم أو قطرات لعلاج التهاب الأذن الخارجية (أذن السباحين)، وكمكون من مراهم المضادات الحيوية الثلاثية لعلاج والوقاية من الالتهابات الجلدية.

## آلية العمل
بعد الارتباط بعديد السكاريد الشحمي في الغشاء الخارجي للبكتيريا سالبة الغرام، يعمل البوليميكسين على تعطيل الأغشية الخارجية والداخلية، والذيل الكاره للماء مهم في التسبب في تلف الغشاء، مما يشير إلى طريقة عمل تشبه المنظفات.
ويؤدي إزالة الذيل الكاره للماء من بوليميكسين ب إلى إنتاج بوليميكسين لابيبتيدي، ويظل في تلك الحالة قادرا على الارتباط بعديد السكاريد الشحمي، ولكنه لم يعد قادرا على قتل الخلية البكتيرية. ومع ذلك، فإنه لا يزال قادرا على زيادة نفاذية جدار الخلية البكتيرية للمضادات الحيوية الأخرى، مما يشير إلى أنه لا يزال يسبب درجة من الاضطراب الغشائي.
ويمكن للبكتيريا سلبية الغرام تطوير مقاومة للبوليميكسين من خلال تعديلات مختلفة في بنية عديد السكاريد الشحمي، الذي يمنع ربط البوليميكسين به.
والمقاومة لهذا الدواء آخذة في الازدياد، وخاصة في جنوب الصين. وفي الآونة الأخيرة تم عزل الجين mcr-1، الذي يمنح المقاومة للمضادات الحيوية من البلازميدات البكتيرية في البكتيريا المعوية.

## كيمياء

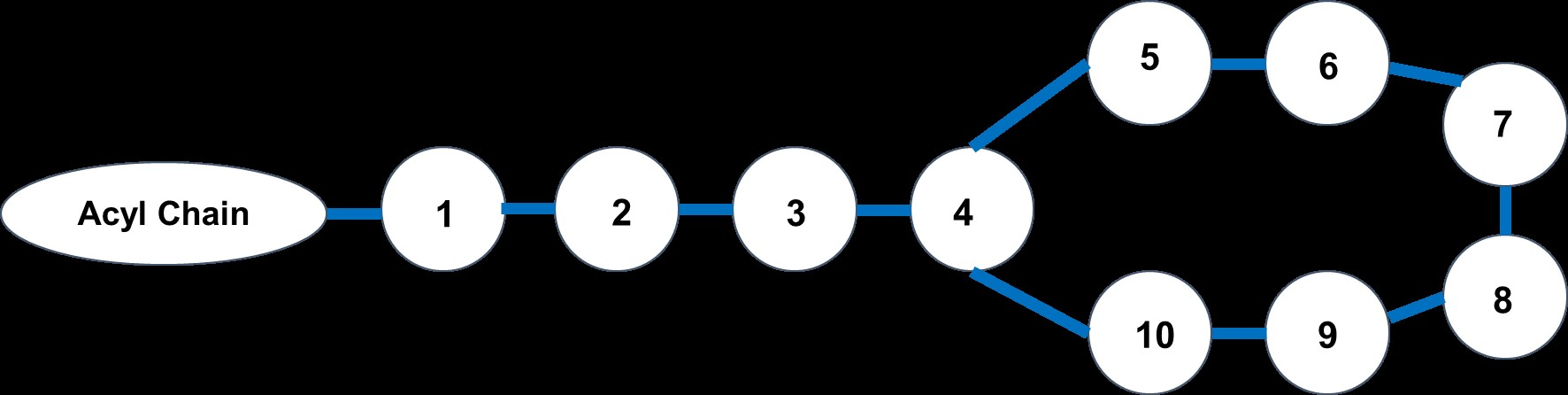
تشير الأرقام إلى تسلسل تحميل الحمض الأميني.

البوليميكسينات هي مجموعة من عديدات البيبتيد اللاريبوزية الدورية (NRPs) التي يتم تحليلها الحيوي من قِبَل البكتيريا التي تنتمي إلى جنس العصويات. وتتكون البوليميكسينات من بقايا 10 أحماض أمينية، ستة منها تتكون من L-α,γ - حمض البيوتيرك ثنائي الأمين (L-DAB). وتسبب بقايا حمض البيوتيرك ثنائي الأمين في أن يكون للبوليميكسين مجموعات متعددة موجبة الشحنة في درجة الحموضة الفسيولوجية. وتشكل بقايا الأحماض الأمينية السبعة المكون الدوري الرئيسي، في حين أن الثلاثة الباقية تمتد من أحد البقايا الحلقية كسلسلة خطية تنتهي إما بحمض 6 ميثيل أوكتانويك أو حمض 6-ميثيل هيبتانيك في الطرف ن. وخلال التدوير، يرتبط المتبقي 10 بجسر المتبقي 4. وتكون بقايا الأحماض الأمينية ومونومرات DAB بشكل عام موجودة في التكوين L
```
(يسار)، ومع ذلك لوحظت سلالات معينة مثل العَصَوِيَّةُ المَخَّاطَة تقوم بتضمين DAB في التكوين D (يمين) في الموضع 3، مما ينتج متغييرات من بوليميكسين ب.
[
12
]
```

ويُعرف بوليمكسين م أيضًا باسم «ماتاسين».

## البحوث
تستخدم البوليميكسنات لتحييد أو امتصاص ملوثات عديد السكاريد الشحمي في العينات كما في التجارب المناعية على سبيل المثال. ويمكن أن يكون تقليل تلوث عديد السكاريد الشحمي مهمًا؛ لأنه يمكن أن يثير ردود فعل قوية من الخلايا المناعية، مما يؤدي إلى تشوه النتائج التجريبية.
ومن خلال زيادة نفاذية نظام الغشاء البكتيري، يستخدم البوليميكسين أيضا في العمل السريري لزيادة إفراز السموم المفرزة، مثل سموم شيغا من الإشريكية القولونية.
وأدت المشكلة العالمية المتمثلة في تعزيز مقاومة مضادات الميكروبات إلى تجدد الاهتمام باستخدامها.

## روابط خارجية
- بوليميكسين على مشروع الدليل المفتوح